# Stratosferă

Straturile atmosferei

Stratosfera conține pătura de ozon care absoarbe cea mai mare parte a radiațiilor ultraviolete. Dacă ar pătrunde în totalitate până la suprafața terestră, aceste radiații ar distruge viața de pe planetă.